# Медаль «За усмирение Венгрии и Трансильвании»
Медаль «За усмирение Венгрии и Трансильвании» — государственная награда Российской империи, учреждение которой было связано с кампанией русской армии по подавлению революции в Венгрии летом 1849 года.

## Основные сведения
Медаль «За усмирение Венгрии и Трансильвании» предназначалась для награждения военнослужащих Российской империи, участвовавших в подавлении революции в Венгрии в июне-июле 1849 года. Учреждена по указу Николая I от 22 января 1850 года, данным военному министру Чернышёву.

## Порядок награждения
Выдавалась всем военным, в том числе генералам, офицерам, солдатам, а также полковым священникам, медикам и медицинским чиновникам, служащим, принимавшим участие в кампании по подавлению венгерской революции.

## Описание медали
Диаметр медали 29 мм, известны также варианты диаметром 26 мм. Металл — серебро. На лицевой стороне изображён герб Российской империи, увенчанный небольшим изображением сияющим всевидящем оком. Вдоль бортика по кругу, начиная с середины левой верхней четверти круга медали, надпись на церковнославянском: «С НАМИ Б҃ГЪ. РАЗУМѢЙТЕ ꙖЗЫЦЫ И ПОКОРѦЙТЕСѦ». На оборотной стороне медали надпись горизонтально в шесть строк:
ЗА
УСМИРЕНІЕ
ВЕНГРІИ
И
ТРАНСИЛЬВАНІИ
1849.
С мая по август 1850 года Санкт-Петербургский монетный двор отчеканил 213 593 медалей, а выдано было, по данным инспекторского департамента Военного министерства, 212 330 из них.

## Порядок ношения
Медаль имела ушко для крепления к колодке или ленте. Носить медаль следовало на груди. Лента медали -комбинированная Андреевско-Владимирская.

А. И. Дельвиг рассказывает в своих воспоминаниях о таком разговоре с Александром II:

царь быстро подошел к Дельвигу и спросил, какая надета на нем серебряная медаль. Тот ответил: «За поход в Венгрию».

— На какой ленте она носится?

— На соединенных андреевской и владимирской.— 

Известны случаи последующего использования этих медалей в качестве элемента декора. Например, одна из медалей была использована для украшения табакерки для нюхательного табака. https://bid.stairgalleries.com/online-auctions/stair-galleries/russian-karelian-birch-snuff-box-inset-with-a-coin-4299011

## Памятная настольная медаль
Генералы и высшие штаб-офицеры помимо наградной медали получали памятную настольную медаль (диаметр 70 мм, серебро и бронза) с изображением российского орла, расправляющегося с трёхглавым змеем и надписью на оборотной стороне: «РОССІЙСКОЕ ПОБѢДОНОСНОЕ ВОЙСКО ПОРАЗИЛО И УСМИРИЛО МЯТЕЖЪ ВЪ ВЕНГРІИ И ТРАНСИЛЬВАНІИ ВЪ 1849 году». Медальеры настольной медали — Фёдор Толстой и Александр Лялин.

## Изображения медалей

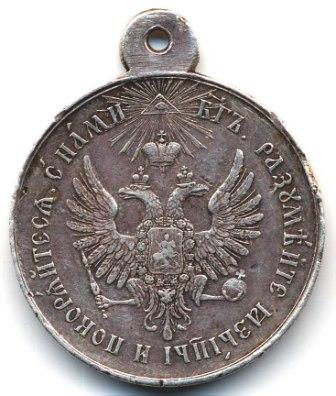
Аверс
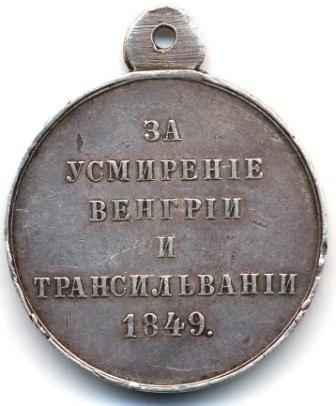
Реверс
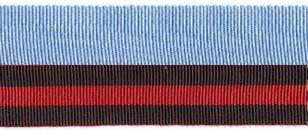
Лента
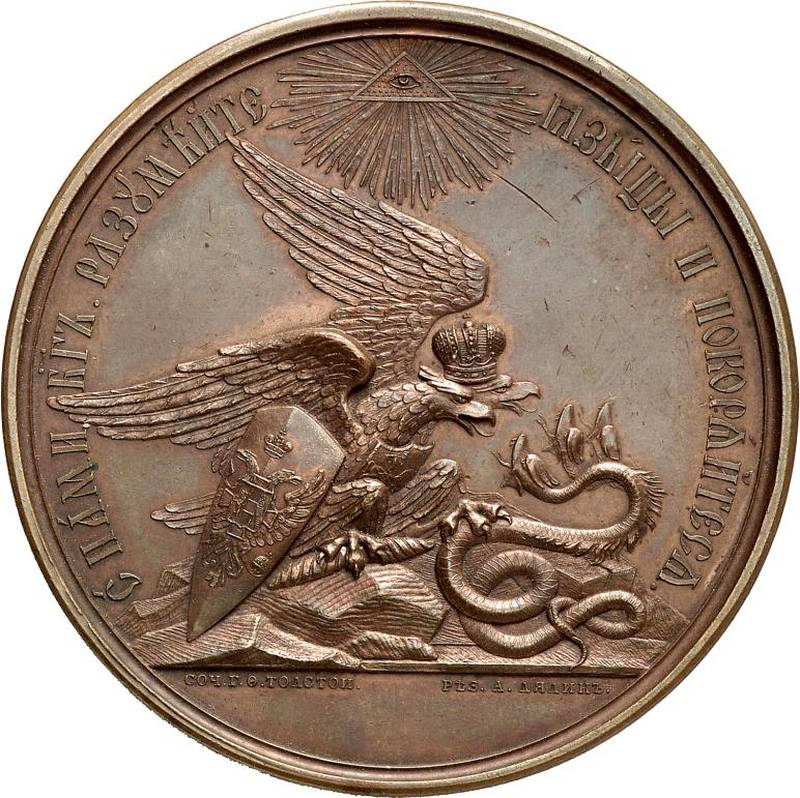
Аверс памятной настольной медали для генералов
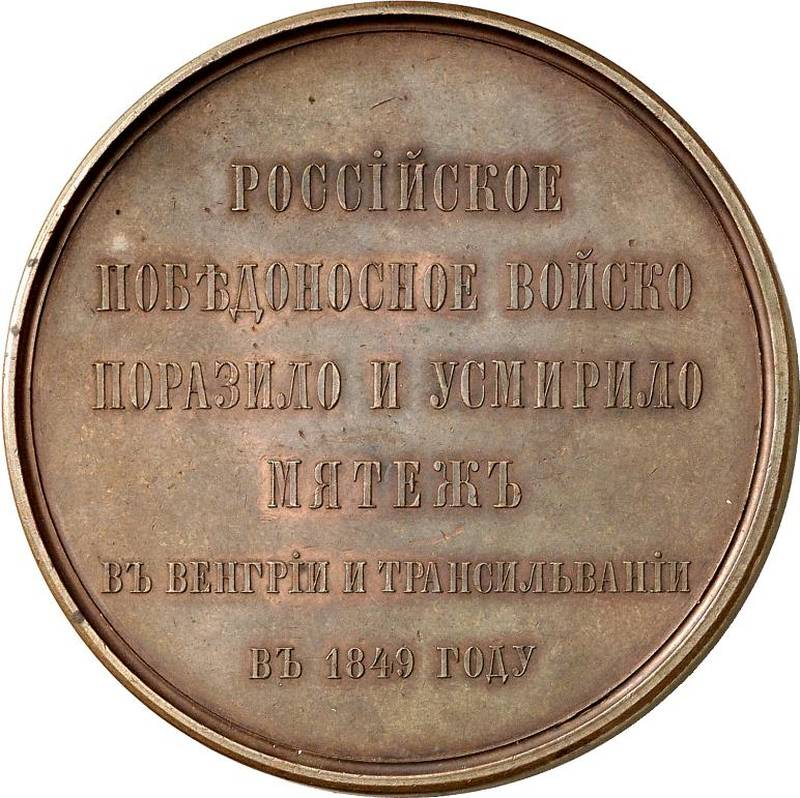
Реверс памятной настольной медали для генералов